# Forteresse aldobrandesque (Sovana)
La forteresse aldobrandesque (en italien : Rocca aldobrandesca) est un château médiéval en ruine sommet du village de Sovana, une frazione de la commune de Sorano, dans la province de Grosseto en Toscane,.

## Histoire
La forteresse a été construite sur des structures étrusques préexistantes vers l'an mille comme siège et symbole du pouvoir de la famille Aldobrandeschi, qui la contrôla jusqu'à la fin du XIIIe siècle. Pendant cette domination, la fortification fut incorporée au comté de Soana, à la suite du partage de toutes les possessions familiales.
En 1293, Sovana et sa forteresse font partie du Comté de Pitigliano des Orsini, à la suite du mariage entre Romano Orsini et Anastasia Aldobrandeschi. Cependant, au cours de cette période historique, il y a eu une phase de dégradation due au déplacement de la capitale à Pitigliano.
Au début du XVe siècle, Sovana fut conquise par les Siennois et devint ainsi partie de la république de Sienne. C’est précisément à cette époque que la fortification fut restaurée après être restée complètement abandonnée pendant plus d’un siècle.
Dans la seconde moitié du XVIe siècle, Sovana et sa forteresse furent rattachées au grand-duché de Toscane, suivant son sort. Cosme Ier de Médicis fit réaliser quelques travaux de rénovation qui n'empêchèrent cependant pas l'abandon ultérieur et la détérioration consécutive de la structure.

## Description
Le bâtiment est situé juste à l'extérieur de la partie orientale du centre historique, le côté extérieur reposant sur un petit éperon de tuf volcanique qui nivelle la surface de base.
Il reste d'imposantes ruines, recouvertes de tuf et conservées dans un état moyen. L'accès se fait par une porte en arc en plein cintre qui s'ouvre du côté face au centre historique. Les courtines reposent sur certaines sections des murailles de Sovana étrusques primitifs et présentent, en certains points, des sommets couronnés d'arcs aveugles reposant sur des encorbellements ; même la tour, qui n'est conservée que sur deux côtés, présente au sommet un couronnement très similaire, avec des corbeaux cependant beaucoup plus saillants, suggérant la présence de créneaux dans les époques passées.

## Galerie

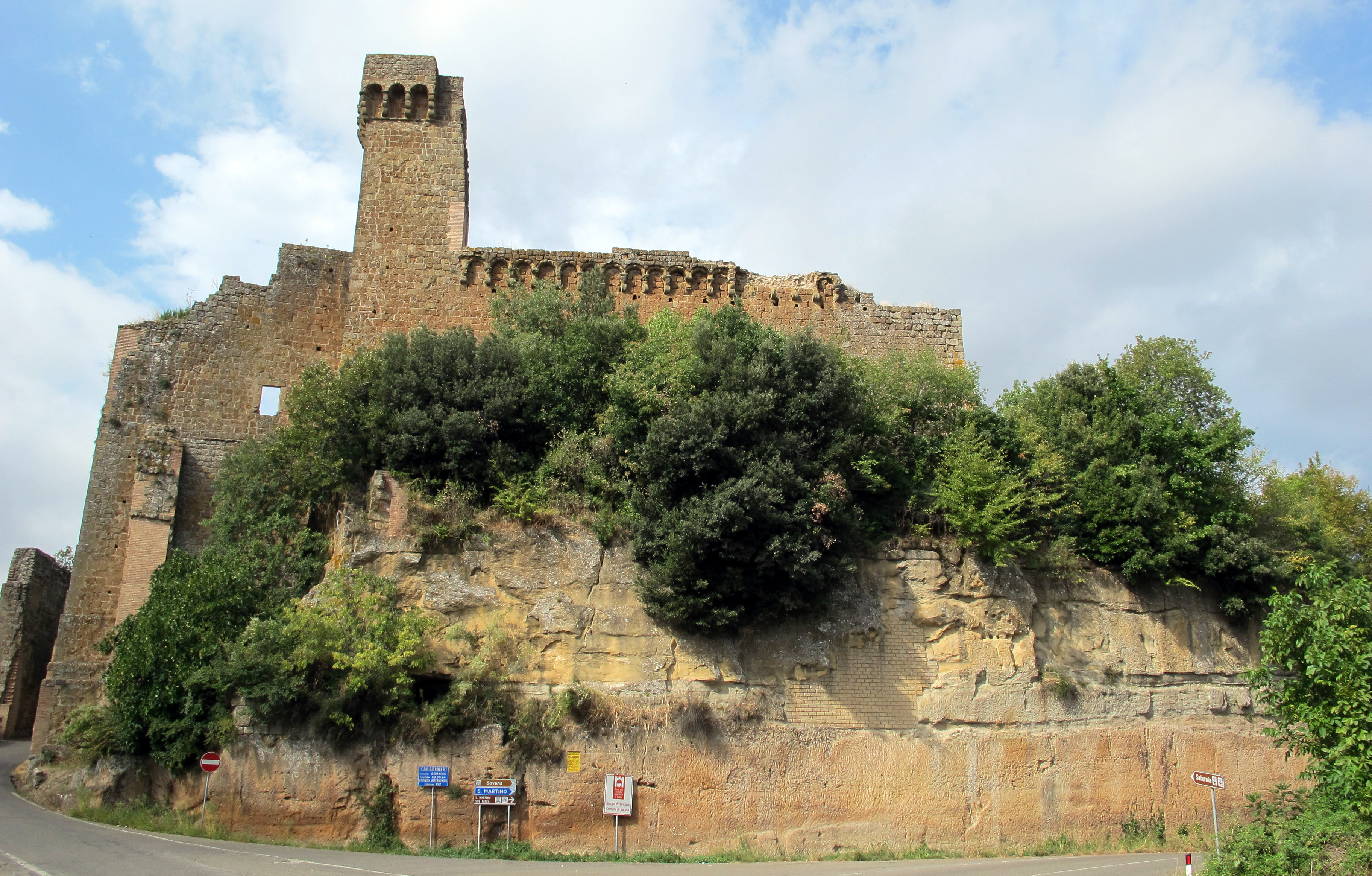
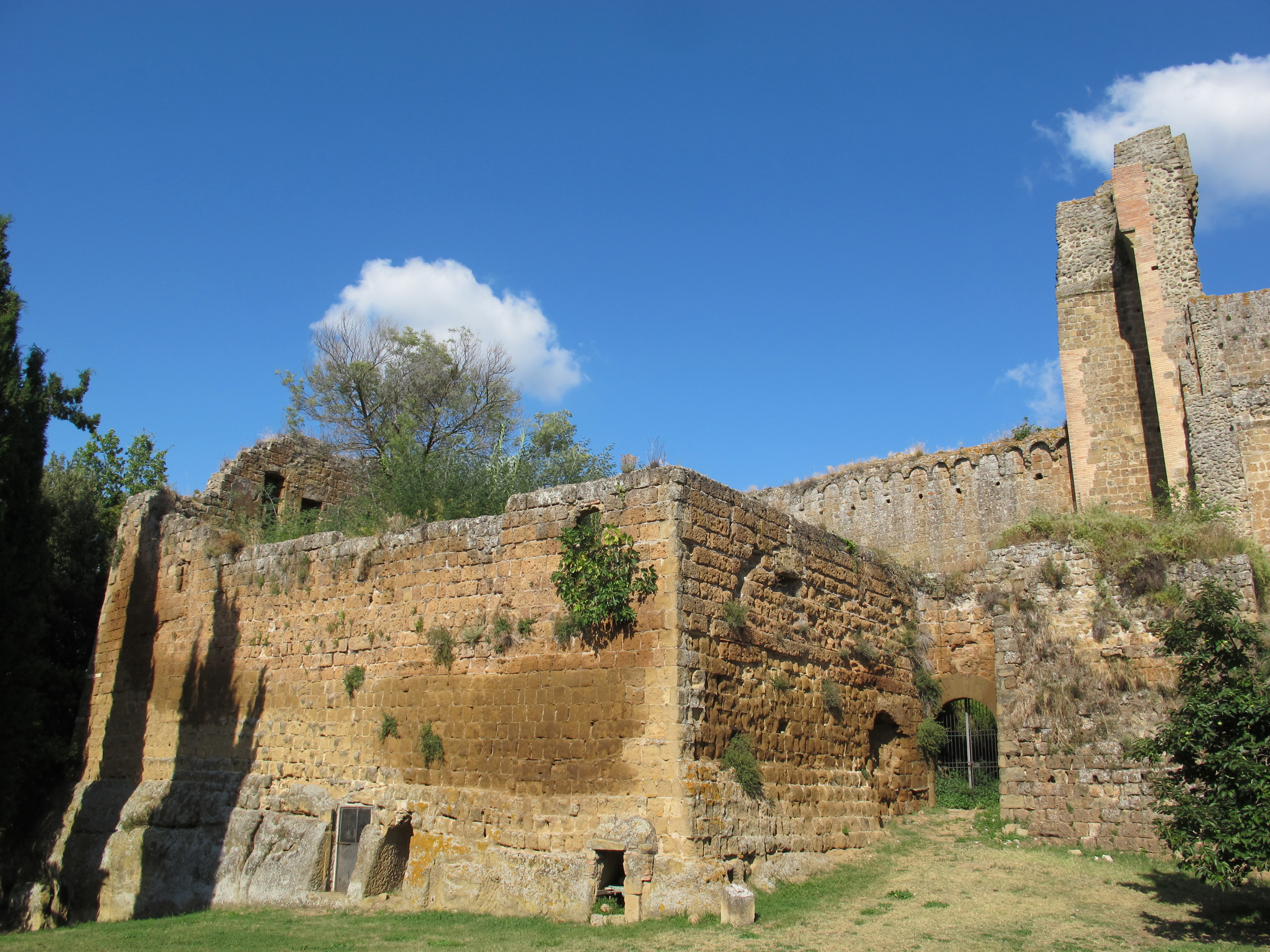